# Snijplank

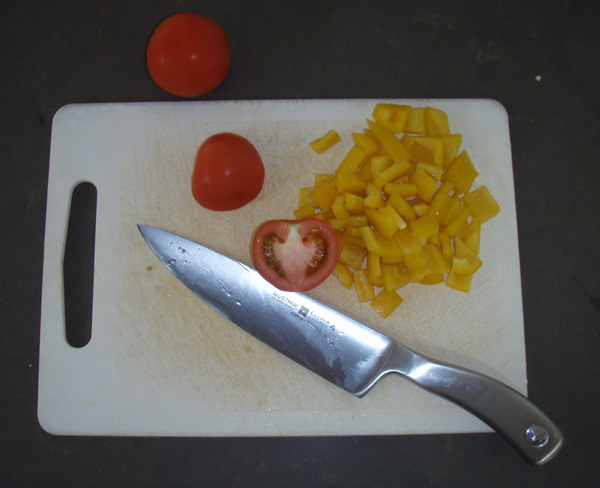
Kunststof snijplank

Een snijplank is een uit hout of kunststof vervaardigde onderlegger waarop ingrediënten voor het bereiden van een maaltijd worden gesneden. Sommige snijplanken hebben een vochtgoot rondom voor de afvoer van sappen.
Een snijplank is een alternatief voor het direct snijden op het aanrecht zodat beschadigen daaraan wordt voorkomen, en vaak voor een betere zorg voor hygiëne.
Door de snijplank op te pakken kunnen de gesneden ingrediënten direct in een pan worden gedeponeerd.
Snijplanken kunnen variëren in grootte, formaat bijvoorbeeld circa A4 tot A3, rond of rechthoekig van vorm, maar passend in een gemiddelde keuken.
Snijplanken kunnen een soort handvat hebben met vaak een opening voor het ophangen van de snijplank.
Grotere en dikkere snijplanken kunnen voor het krachtige hakken van levensmiddelen geschikt zijn. Men kan dan spreken van een hakblok.

## Hardheid en materiaal

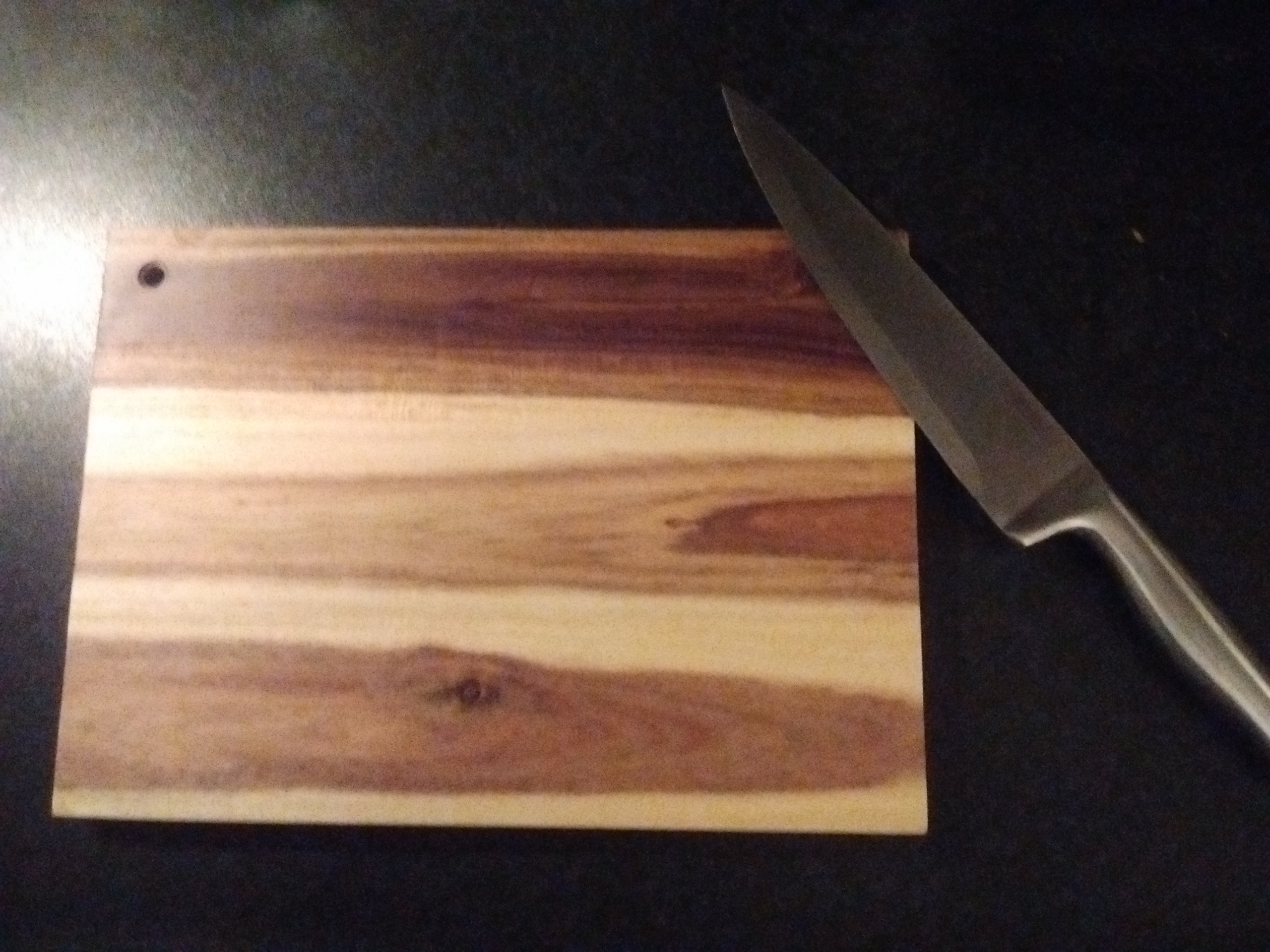
Houten snijplank

Om te voorkomen dat de gebruikte messen snel bot worden moet een snijplank van een zachter materiaal gemaakt zijn dan het staal van het keukenmes. Glas, steen, keramiek of hard kunststof is om deze reden ongeschikt. Hout, met name kops beukenhout en het veel gebruikte rubberhout, is een uitstekend materiaal waarop keukenmessen lang scherp blijven.
Wetenschappelijk onderzoek heeft aangetoond dat hout in meer of mindere mate antibacteriële eigenschappen bezit waardoor uit oogpunt van hygiëne hout zelfs de voorkeur zou verdienen boven kunststof. Hout met een erg dichte structuur, zoals bamboe en kamferlaurier, neemt bovendien niet snel een geur op.
Moderne kunststof snijplanken lenen zich goed voor het snijden en zijn vaak gemakkelijker schoon te houden ware het niet dat het snijden op kunststof microdeeltjes produceert welke schadelijk zijn voor de gezondheid. De keuze voor een houten snijplank heeft dan ook de voorkeur.

## Horeca

### Kleurcodering volgens het HACCP-protocol
In professionele keukens, zoals van een restaurant, worden gekleurde snijplanken van onder andere polyetheen (HDPE) gebruikt. De kleur duidt dan aan waar de plank voor mag worden gebruikt. Die kleuren staan vast in de HACCP-normen: 
- Rood voor rauw vlees
- Blauw voor vis, schaal- en schelpdieren
- Groen voor groenten en fruit
- Geel voor gevogelte
- Bruin voor gebraden vlees en worst
- Wit voor kaas en brood

De bedoeling van dit systeem is het voorkomen van kruisbesmetting en -verontreiniging.

### Houten snijplanken
Sinds de invoering van het HACCP-certificaat wordt gesuggereerd dat het gebruik van houten snijplanken en hakblokken in professionele ondernemingen niet toegestaan is. Het poreuze oppervlak zou minder goed bestand zijn tegen kokendheet water en daardoor moeilijker te desinfecteren zijn, Ook zouden er gemakkelijk resten van desinfectantia in het hout kunnen trekken. Hierdoor zou hout bacteriële verontreiniging van het te bereiden voedsel meer in de hand werken dan kunststof en zouden levensmiddelen kunnen worden besmet met achtergebleven desinfectans. Een verbod is echter niet letterlijk verwoord in de hygiënecode van de horeca. Er staat dat werkoppervlakken, inclusief het oppervlak van apparatuur in ruimten waar met eet- en drinkwaren wordt gewerkt, aan de volgende eisen moet voldoen: 
- Verkeren in goede staat van onderhoud
- Zijn gemakkelijk schoon te maken
- Zijn van glad afwasbaar, corrosiebestendig en niet-giftig materiaal gemaakt